# Блёндюоусбайр
Блёндюоусбайр (исл. Blönduósbær, исландское произношение: [ˈplœntʏousˌpaiːr̥]) — община, существовавшая в период с 1988 по 2022 год на северо-западе Исландии в регионе Нордюрланд-Вестра. В декабре 2021 года в общине на 183 км² проживало 929 человек.

## История
Первоначально на земли будущей общины Блёндюоусбайр находились в пределах двух сельских общин — земли к югу от реки Бланда принадлежали Торвалайкьярхреппюр (исл. Torfalækjarhreppur), а к северу от реки Эйнгихлидархреппюр (исл. Engihlíðarhreppur). Затем в 1914 году Торвалайкьярхреппюр был разделен, и часть его земель стало отдельной сельской общиной Блёндюоусхреппюр (исл. Blönduóshreppur).
4 июля 1988 года Блёндюоусхреппюр объединилась с городской общиной Блёндюоускёйпстадюр (исл. Blönduóskaupstaður) и получила название Блёндюоусбайр (исл. Blönduósbær). В июне 2002 года община Блёндюоусбайр объединилась с сельской общиной Эйнгихлидархреппюр.
В 2019 году в ходе обсуждений жители общин Блёндюоусбайр и Хунаватнсхреппюр (исл. Húnavatnshreppur) приняли решение об объединении общин. 19 февраля 2022 был проведен местный референдум и по его результатам 14 мая 2022 было выбрано правление новой общины, а 9 июня утверждено название Хунабиггд (исл. Húnabyggð).

## География
Территории общины находилась в регионе Нордюрланд-Вестра в северной части Исландии на западе полуострова Скагастрёнд (исл. Skagaströnd), выходя своей западной частью к Хуна-фьорду (часть фьордового ткомплекса Хунафлоуи). Земли Блёндюоусбайр граничили на севере с землями общины Скагабиггд, на юге с землями Хунаватнсхреппюр. На западе Блёндюоусбайр граничил с общиной Скагафьордюр.
В Блёндюоусбайр был только один населённый пункт — Блёндюоус, являвшийся административным центром общины. В январе 2022 года население Блёндюоуса составляло 859 человек.

## Инфраструктура
По территории общины проходил участок кольцевой дороги Хрингвегюр 1 и региональной дороги Скагастрандарвегюр 74. Имелось несколько дорог местного значения — 	Свинвейтингабрёйт 731, Недрибиггдарвегюр 741, Миравегюр 742, Твераурфьядльсвегюр 744.
В Блёндюоусбайр был свой аэропорт местного значения в городе Блёндюоус, а ближайшим международным аэропортом являлся аэропорт Акюрейри.

## Население
Источник: Mannfjöldi eftir sveitarfélagi, kyni og aldri 1. desember 1997-2021 (исл.). hagstofa.is. Reykjavík: Hagstofa Íslands [Статистическая служба Исландии]. Дата обращения: 17 августа 2022.

## Галерея

Достопримечательности на территории общины
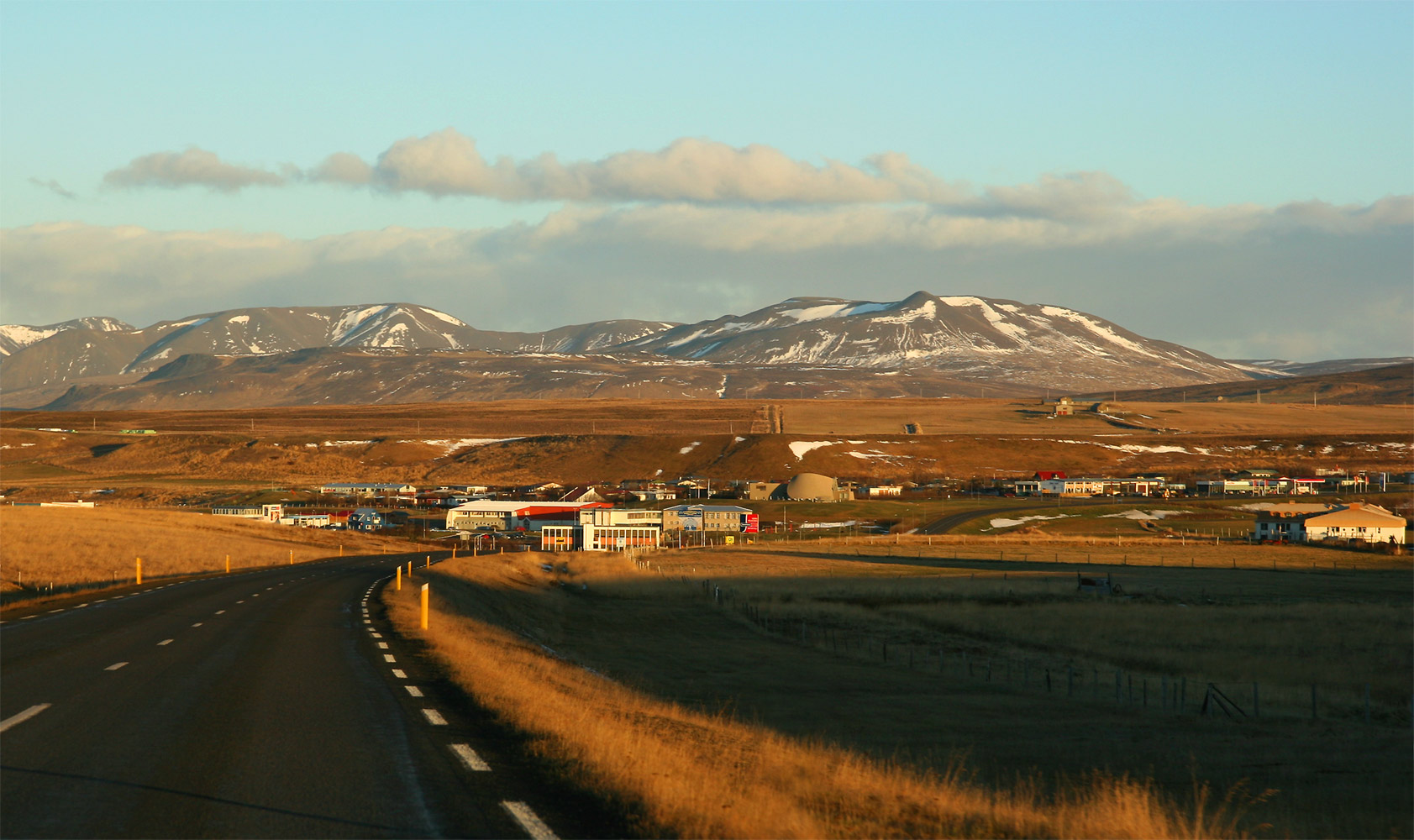
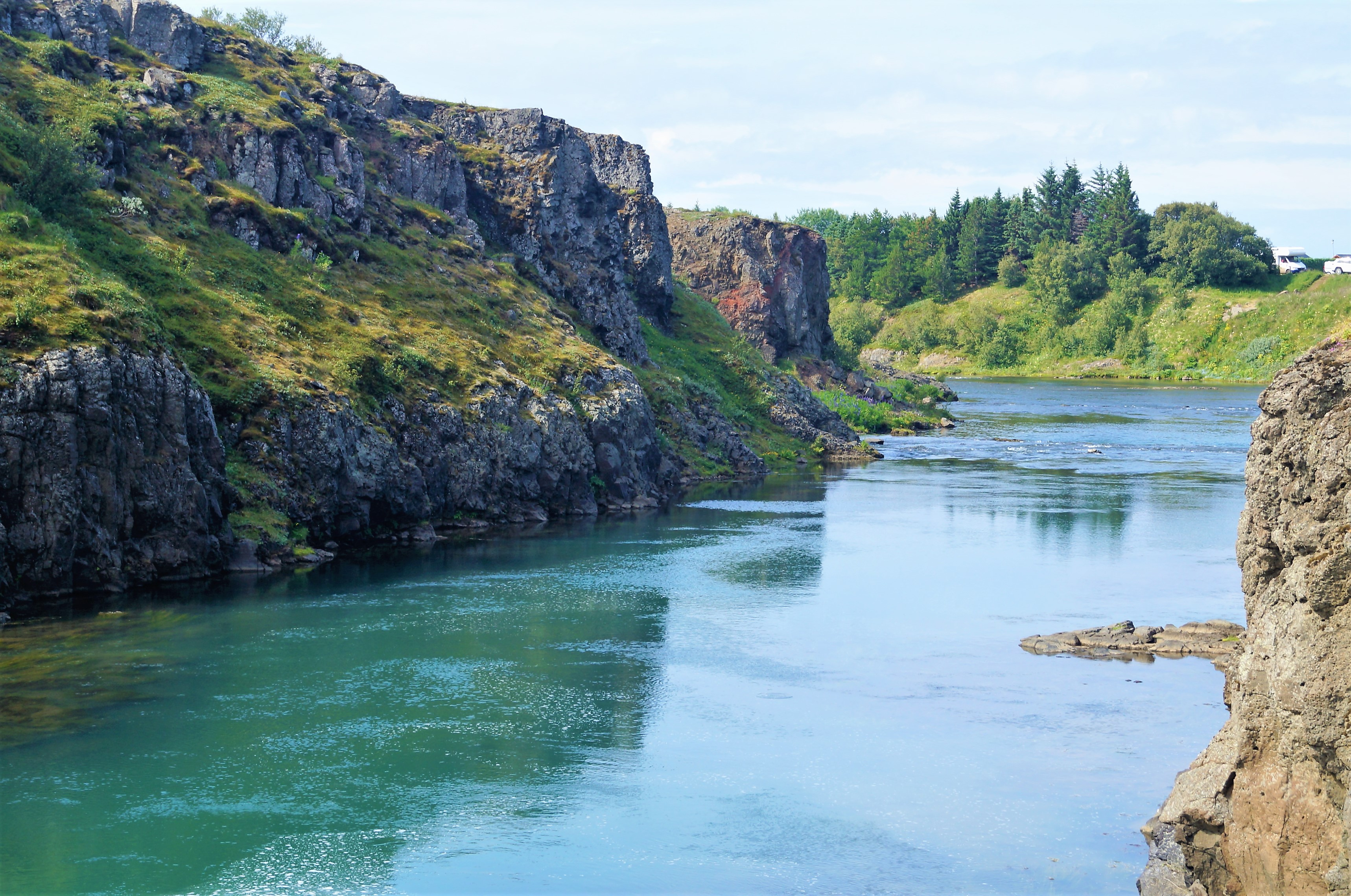
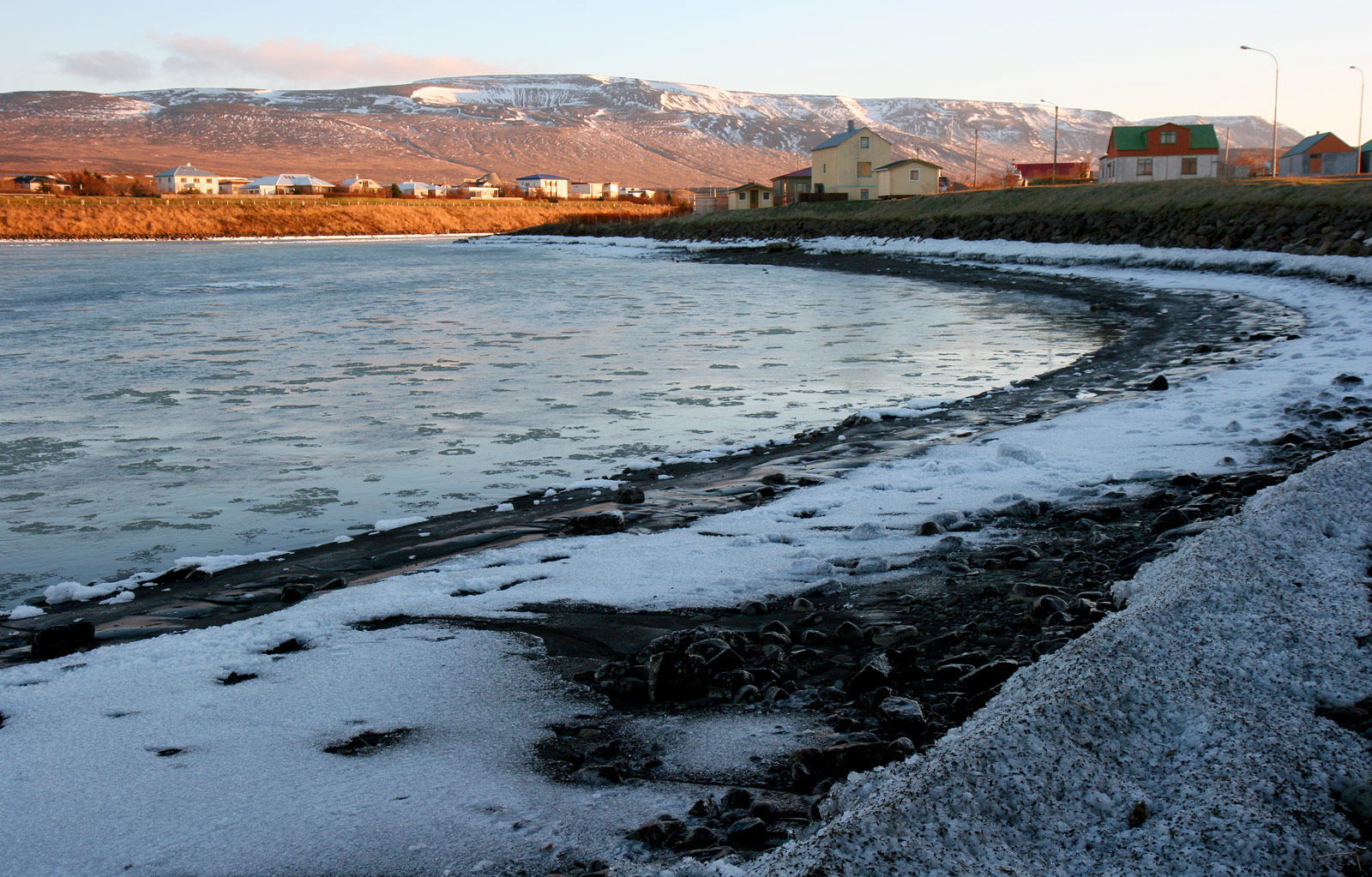
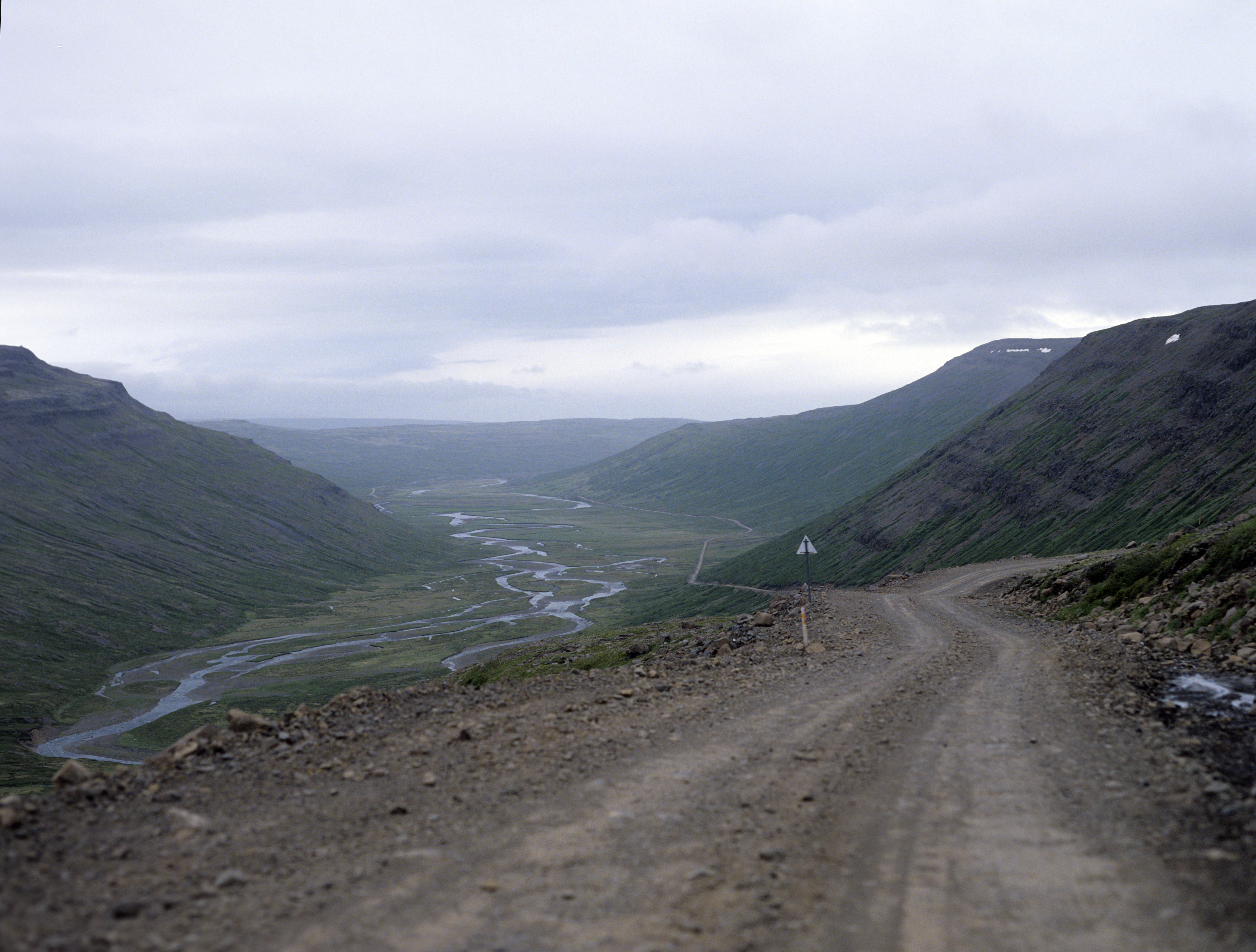
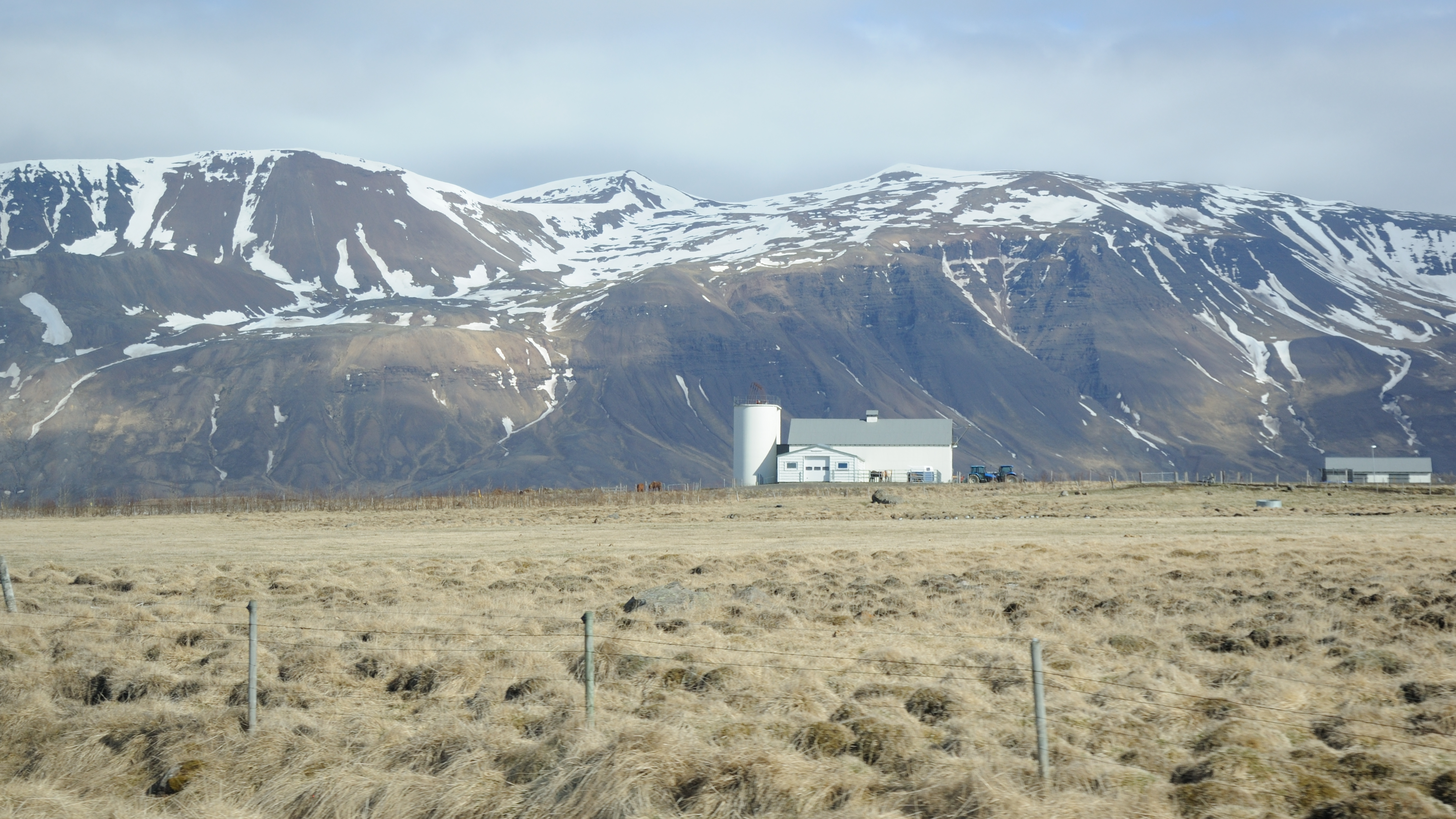